# スケッチ・ブック (アーヴィング)
スケッチ・ブック（原題/英題：The Sketch Book of Geoffrey Crayon, Gent.）は、アメリカ人作家ワシントン・アーヴィングがジェフリー・クレヨン (Geoffrey Crayon) という筆名で発表した、イギリス見聞記を中心にしたスケッチ風物語集であり、34篇からなる短編小説と随筆を含む短編小説・随筆集である。原題は「ジェフリー・クレヨン郷紳の写生用ノート」の意。　
アメリカでは1819年から1820年に亘って分冊の形で、イギリスでは1820年に2冊の本として出版された。数年の間にドイツ語とフランス語の翻訳書も刊行され、アーヴィングは本作によってアメリカ初の国際的作家となった。全34篇のうち「リップ・ヴァン・ウィンクル」と「スリーピー・ホロウの伝説」は最初の近代的短編小説として世界に広く知られている。

## 所収34篇

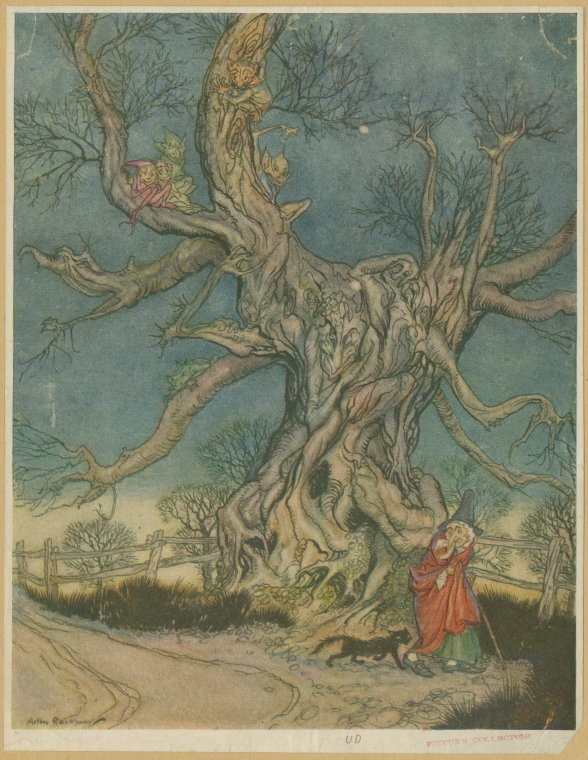
アーサー・ラッカムが自著に所収の「スリーピー・ホロウの伝説」のために描いた挿絵の一枚。水彩画。
◇ジョン・アンドレを吊るした樹が妖しげな枝ぶりを見せる。その下を通り過ぎる魔女と黒猫。樹の上ではゴブリン達が様子を窺っている。

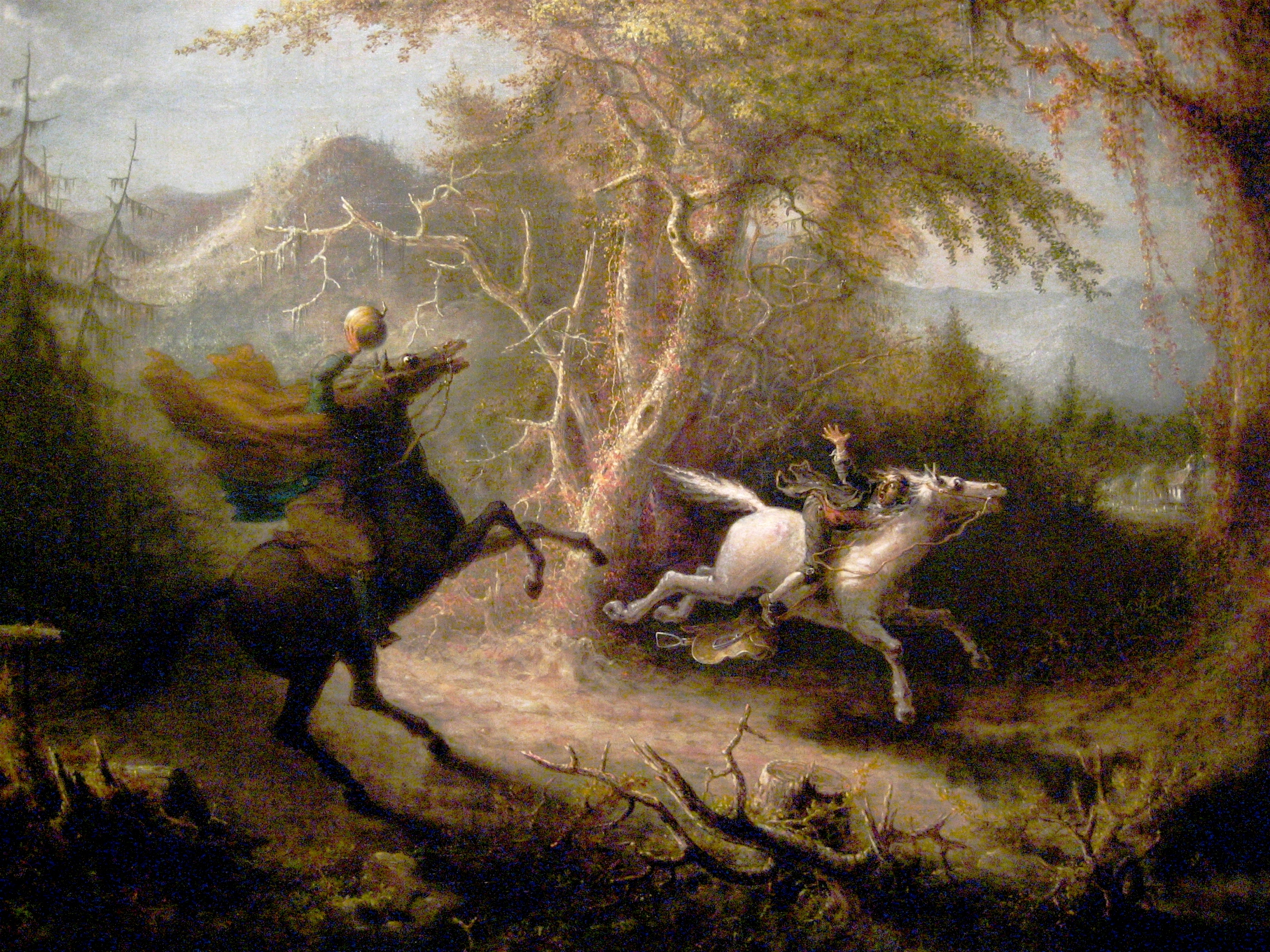
ジョン・キダー "The Headless Horseman Pursuing Ichabod Crane" ／「スリーピー・ホロウの伝説」を題材にした1858年の油彩画。鬱蒼とした森の中を主人公イカボッド・クレーン（右）が首無し騎士（左）に追い回される場面を描いている。

- "The Author's Account of Himself"

1819年6月23日、アメリカ版第1冊初出。
- "The Voyage"

1819年6月23日、アメリカ版第1冊初出。
- "Roscoe"

1819年6月23日、アメリカ版第1冊初出。リバプールで会ったイギリスの作家で歴史家であるウィリアム・ロスコーへのアーヴィングの賛辞。
- "The Wife"

1819年6月23日、アメリカ版第1冊初出。

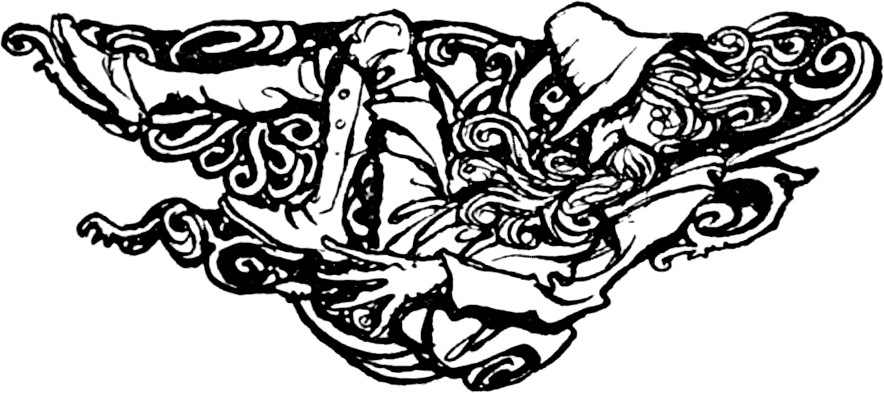
挿絵画家アーサー・ラッカムが自著の扉絵として描いた老齢のリップ

- "Rip Van Winkle"

1819年6月23日、アメリカ版第1冊初出。邦題は「リップ・ヴァン・ウィンクル」
SF的時間の遅れを扱った「アメリカ版浦島太郎」と呼ぶべき作品で、アメリカでは逆に浦島太郎が「日本版リップ・ヴァン・ウィンクル」と紹介されたりする。
- "English Writers on America"

1819年7月31日、アメリカ版第2冊初出。
- "Rural Life in England"

1819年7月31日、アメリカ版第2冊初出。
- "The Broken Heart"

1819年7月31日、アメリカ版第2冊初出。
- "The Art of Bookmaking"

1819年7月31日、アメリカ版第2冊初出。
- "A Royal Poet"

1819年9月13日、アメリカ版第3冊初出。
- "The Country Church"

1819年9月13日、アメリカ版第3冊初出。
- "The Widow and Her Son"

1819年9月13日、アメリカ版第3冊初出。
- "A Sunday in London"

1848年初出。改訂版の刊行に当たってアーヴィングが書き下ろした。
- "The Boar's Head Tavern, East Cheap"

1819年9月13日、アメリカ版第3冊初出。
- "The Mutability of Literature"

1819年11月10日、アメリカ版第4冊初出。
- "Rural Funerals"

1819年11月10日、アメリカ版第4冊初出。
- "The Inn Kitchen"

1819年11月10日、アメリカ版第4冊初出。
- "The Spectre Bridegroom"

1819年11月10日、アメリカ版第4冊初出。
- "Westminster Abbey"

1820年7月、イギリス版第2冊初出。
- "Christmas"

1820年1月1日、アメリカ版第5冊初出。
- "The Stage-Coach"

1820年1月1日、アメリカ版第5冊初出。
- "Christmas Eve"

1820年1月1日、アメリカ版第5冊初出。
- "Christmas Day"

1820年1月1日、アメリカ版第5冊初出。
- "Christmas Dinner"

1820年1月1日、アメリカ版第5冊初出。
- "London Antiques"

1848年初出。改訂版の刊行に当たってアーヴィングが書き下ろした。
- "Little Britain"

1820年7月、イギリス版第2冊初出。
- "Stratford-on-Avon"

1820年7月、イギリス版第2冊初出。
- "Traits of Indian Character"

1820年7月、イギリス版第2冊初出。
- "Philip of Pokanoket"

1820年7月、イギリス版第2冊初出。
- "John Bull"

1820年5月15日、アメリカ版第6冊初出。
- "The Pride of the Village"

1820年5月15日、アメリカ版第6冊初出。
- "The Angler"

1820年7月、イギリス版第2冊初出。
- "The Legend of Sleepy Hollow"

1820年5月15日、アメリカ版第6冊初出。邦題は「スリーピー・ホロウの伝説」
スリーピー・ホロウの伝説を小説化したもの。
- "L'Envoy"

1820年7月、イギリス版第2冊初出。

## 原著

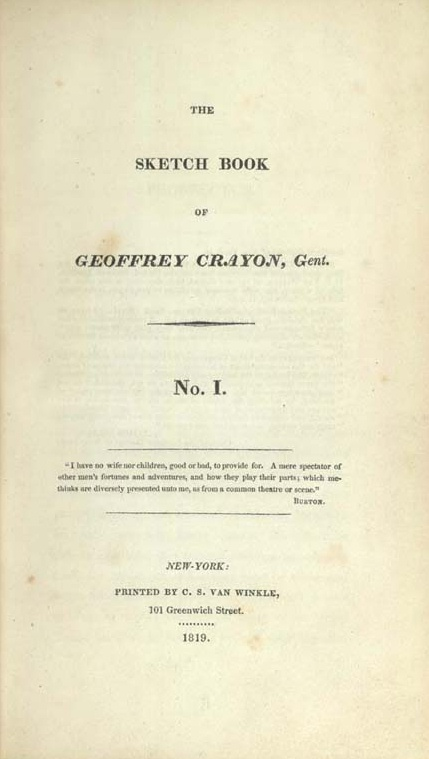
原著・初版の表紙

- Crayon, Geoffrey (23 June 1819) (English). The Sketch Book of Geoffrey Crayon, Gent. No.1. The Sketch Book (U.S.A. ed.). New York City: C. S. Van Winkle

アメリカ版は、分冊形式で1819年6月23日に第1巻が刊行された後、同年7月31日、9月13日、11月10日、翌1820年1月1日、3月15日、7月某日と追加で刊行された。さらに28年後の1848年になって出版者ジョージ・パーマー・パットナムの下で改訂版を出すことになり、"A Sunday in London（意：ロンドンの日曜日）" と "London Antiques（意：ロンドン骨董品）" の2篇をアーヴィングが書き下ろし、本作に差し込まれた。これらは全てペーパーバックで刊行された。
- Crayon, Geoffrey (1820) (English). The Sketch Book of Geoffrey Crayon, Gent.. The Sketch Book (U.K. ed.). pp. 392

イギリス版は、アメリカ版で一定数に達してから2冊に纏められ、ハードカバーで刊行された。ただし、1820年7月某日の刊行分 6篇はアメリカ版に先駆けての発表となった。そのうちの3篇はアメリカ版には無かったエッセイであった。さらに28年後の1848年になってアメリカ版と同じ2篇が差し込まれた。
以上のような経緯から、現在「原著」と呼ばれているものは、各篇が発行されていった当時の形を反映していない。しかし、そうではあっても、現在の構成は著者の意図するところを十分に汲み取ったうえでのものであり、それゆえにこの構成が尊重されている。

## 再版本
- Irving, Washington (1862). Irving, Pierre Munroe. ed (English). The Sketch Book of Geoffrey Crayon, Gent.. New York City: George P. Putnam
- Irving, Washington; Manning, Susan (21 May 1998) (English). The Sketch-Book of Geoffrey Crayon, Gent. (Oxford World's Classics) (Reissue, Kindle ed.). Oxford: Oxford University Press.  ASIN B005LNKIYY.
- Irving, Washington (English). The Sketch Book of Geoffrey Crayon, Gent. (Kindle ed.),  ASIN B087NVTW6K.  etc.
- Irving, Washington (03 November 2015) (English). The Sketch Book of Geoffrey Crayon, Gent.. Kellock Robertson Press.  ASIN B00XYQRBGI.

## 翻訳書
全話所収
- ワシントン・アービング 著、浅野和三郎 訳『スケッチ・ブック（上巻）』大日本図書、1901年。
  - ワシントン・アービング 著、浅野和三郎 訳『スケッチ・ブック（下巻）』大日本図書、1903年4月10日。
- ワシントン・アーヴィング 著、田部重治 訳『スケツチ・ブック』角川書店〈角川文庫 第662〉、1953年1月1日。ASIN B000JBAASC。
- ワシントン・アーヴィング 著、高垣松雄 訳『スケッチ・ブック』岩波書店〈岩波文庫 赤(32)-357、1220-1220a、赤(32)-302-1〉、1970年（原著1935年9月1日）。

ISBN 4-00-323021-3、ISBN 978-4-00-323021-3、NCID BN00925904、OCLC 33754950。
- ワシントン・アーヴィング 著、吉田甲子太郎 訳『スケッチ・ブック』新潮社〈新潮文庫 ア-22-1〉、1979年（原著1957年5月1日）。

ISBN 4-10-203901-5、ISBN 978-4-10-203901-4、NCID BA58970458、OCLC 675550381、国立国会図書館書誌ID:000002939089。
- ワシントン・アーヴィング 著、齊藤昇 訳『スケッチ・ブック（上）』岩波書店〈岩波文庫 赤302-0 (32-302-0)〉、2014年11月15日。
ISBN 4-00-373001-1、ISBN 978-4-00-373001-0、OCLC 900214811、国立国会図書館書誌ID:025874806。
  - ワシントン・アーヴィング 著、齊藤昇 訳『スケッチ・ブック（下）』岩波書店〈岩波文庫 赤302-1 (32-302-1)〉、2015年1月16日。
ISBN 4-00-373002-X、ISBN 978-4-00-373002-7、OCLC 904277044、国立国会図書館書誌ID:025995696。

2話抜粋
- ワシントン・アーヴィング 著、齊藤昇（翻訳、編集） 編『リップとイカボッドの物語: 「リップ・ヴァン・ウィンクル」と「スリーピー・ホローの伝説」』三元社、2019年6月20日、157頁。

ISBN 4-88303-486-0、ISBN 978-4-88303-486-4、NCID BB28627271、OCLC 1108222085、国立国会図書館書誌ID:029721006。

## 関連事象

### 書籍
- 挿絵画家として世界的に著名なアーサー・ラッカムは本作のために数多くの美麗な挿絵（■）を描き、合作的一冊に仕上げ、アーヴィングの没後60年にあたる1919年に出版した。扉絵などには登場人物や妖精・悪鬼などが図案化されている（■ ■ ■）。
  - Irving, Washington; Rackham, Arthur (illustrated) (26 May 2020) [1919] (English). Rip Van Winkle by Washington Irving: Illustrator: Arthur Rackham. Independent Publisher Book Awards.
    - Paperback ed.: pp. 52. ASIN B0896Q37YB. / Kindle ed.: pp. 44. ASIN B00AR27VIA.
    - 和訳書：ワシントン・アーヴィング、アーサー・ラッカム（絵） 著、高橋康也・高橋迪  訳『リップ・ヴァン・ウィンクル』新書館、1981年1月11日（原著1919年）、73頁。ISBN 4-403-01015-6、ISBN 978-4-403-01015-6、NCID BN07222786。